# Bridge of Tully
Die Bridge of Tully ist eine Straßenbrücke nahe der schottischen Ortschaft Alyth in der Council Area Perth and Kinross. 1981 wurde die Brücke in die schottischen Denkmallisten in der Denkmalkategorie C aufgenommen.

## Beschreibung
Die Bridge of Tully befindet sich etwa 1,5 Kilometer westlich von Alyth. Sie führt eine untergeordnete Straße über den Alyth Burn. Direkt neben der Brücke befindet sich der obere von zwei Parkplätzen für Wanderungen durch die bewaldete Klamm Den o’Alyth. Ein kurzes Stück östlich der Brücke steht die Villa Craigellie House. Am Standort markiert der Alyth Burn die Grenze zwischen den benachbarten Gemeinden Alyth und Bendochy, welche die Brücke überspannt.
Die Bogenbrücke überspannt den Alyth Burn mit einem ausgemauerten Segmentbogen. Ihr Mauerwerk besteht aus Feldstein. Eine eingesetzte Platte weist das Baujahr 1814 aus.